# Lijst van gemeentelijke monumenten in Utrecht (stad)/Binnenstad/Breedstraat, Plompetorengracht e.o.
De buurt Breedstraat, Plompetorengracht en omgeving in de wijk Binnenstad van Utrecht kent de volgende 94 gemeentelijke monumenten in 82 regels (monumentnummers).
| Object | Bouwjaar                                                                                               | Architect                               | Locatie                                                                       | Coördinaten                 | Nr.       | Afbeelding  |
| --- | --- | --------------------------------------- | ----------------------------------------------------------------------------- | --------------------------- | --------- | ----------- |
| Koetshuis | Middeleeuws                                                                                            | J.D. Zocher jr. (19e-eeuwse verbouwing) | 2e Achterstraat 63; voorheen Lange Lauwerstraat 64                            | 52° 5' 45" NB, 5° 7' 10" OL | 0344/0809 | Upload foto |
| Woonhuis; in één opzet gebouwd met Van Asch van Wijckskade 24 en 26                                                        | Tweede kwart van de 19e eeuw                                                                           |                                         | Begijnekade 20 t/m 20B                                                        | 52° 5' 48" NB, 5° 7' 20" OL | 0344/0726 | Upload foto |
| Woonhuis | 17e eeuw, mogelijk ouder                                                                               |                                         | Breedstraat 6                                                                 | 52° 5' 43" NB, 5° 7' 6" OL  | 0344/0727 | Upload foto |
| Woonhuis | 17e eeuw                                                                                               |                                         | Breedstraat 13                                                                | 52° 5' 42" NB, 5° 7' 9" OL  | 0344/0728 | Upload foto |
| Woonhuis; hoekpand | Eind 18e eeuw of begin 19e eeuw                                                                        |                                         | Breedstraat 17-17bis                                                          | 52° 5' 42" NB, 5° 7' 9" OL  | 0344/0729 | Upload foto |
| Woonhuis; hoekpand | 17e eeuw                                                                                               |                                         | Breedstraat 19A en Hardebollenstraat 15                                       | 52° 5' 42" NB, 5° 7' 10" OL | 0344/0730 | Upload foto |
| Woonhuis | 17e eeuw                                                                                               |                                         | Breedstraat 19 en 19B                                                         | 52° 5' 42" NB, 5° 7' 10" OL | 0344/0731 | Upload foto |
| Woonhuis | 16e eeuw                                                                                               |                                         | Breedstraat 21A en 21B                                                        | 52° 5' 42" NB, 5° 7' 11" OL | 0344/0732 | Upload foto |
| Woonhuis | 18e-eeuws karakter; oudere oorsprong                                                                   |                                         | Breedstraat 23A en 23B                                                        | 52° 5' 42" NB, 5° 7' 11" OL | 0344/0733 | Upload foto |
| Woonhuis (samengevoegd uit twee delen)                                                                                     | 17e-eeuwse oorsprong; in de 19e eeuw samengevoegd                                                      |                                         | Breedstraat 27 t/m 27B                                                        | 52° 5' 42" NB, 5° 7' 12" OL | 0344/0734 | Upload foto |
| Woonhuis met twee achterhuizen                                                                                             | Middeleeuwse oorsprong; 1825 en 1857                                                                   |                                         | Breedstraat 34-36                                                             | 52° 5' 43" NB, 5° 7' 9" OL  | 0344/0735 | Upload foto |
| Woonhuis | Eerste helft van de 19e eeuw                                                                           |                                         | Breedstraat 35                                                                | 52° 5' 43" NB, 5° 7' 14" OL | 0344/0736 | Upload foto |
| Woonhuis | 1835                                                                                                   |                                         | Breedstraat 49bis                                                             | 52° 5' 43" NB, 5° 7' 15" OL | 0344/0737 | Upload foto |
| Woonhuis | Middeleeuwse oorsprong; verbouwd in het derde kwart van de 18e eeuw                                    |                                         | Breedstraat 53                                                                | 52° 5' 43" NB, 5° 7' 17" OL | 0344/0738 | Upload foto |
| Woonhuis | 17e eeuw                                                                                               |                                         | Breedstraat 59                                                                | 52° 5' 43" NB, 5° 7' 18" OL | 0344/0739 | Upload foto |
| Bedrijfsgebouw van de drukkerij Boekhoven-Bosch in de stijl van de traditionele baksteenarchitectuur van de Delftse School | Jaren vijftig van de 20e eeuw                                                                          | F. Berghoef                             | Breedstraat 130 t/m 164, Begijnehof 6 t/m 30 en Wijde Begijnestraat 22 t/m 76 | 52° 5' 44" NB, 5° 7' 17" OL | 0344/1535 | Upload foto |
| Deel van een breed huis (nummers 10/12)                                                                                    | 19e eeuw                                                                                               |                                         | Hardebollenstraat 10                                                          | 52° 5' 42" NB, 5° 7' 10" OL | 0344/0740 | Upload foto |
| Deel van een breed huis (nummers 10/12)                                                                                    | 19e eeuw                                                                                               |                                         | Hardebollenstraat 12                                                          | 52° 5' 42" NB, 5° 7' 10" OL | 0344/0741 | Upload foto |
| Woonhuis | Middeleeuws                                                                                            |                                         | Jacobijnenstraat 11                                                           | 52° 5' 42" NB, 5° 7' 3" OL  | 0344/0743 | Upload foto |
| Woonhuis | 17e eeuw                                                                                               |                                         | Jacobijnenstraat 15 t/m 15B                                                   | 52° 5' 42" NB, 5° 7' 4" OL  | 0344/0744 | Upload foto |
| Woonhuis | Laat middeleeuws                                                                                       |                                         | Jacobijnenstraat 20                                                           | 52° 5' 42" NB, 5° 7' 4" OL  | 0344/0745 | Upload foto |
| Bedrijf-woonhuis | Eerste helft van de 19e eeuw                                                                           |                                         | Kalverstraat 12/14                                                            | 52° 5' 41" NB, 5° 7' 9" OL  | 0344/0746 | Upload foto |
| Woonhuis | 17e eeuw                                                                                               |                                         | Lange Lauwerstraat 36 t/m 36C en 2e Achterstraat 2                            | 52° 5' 46" NB, 5° 7' 6" OL  | 0344/0748 | Upload foto |
| Stalgebouw met hooizolder en hijsluik                                                                                      | 18e eeuw                                                                                               |                                         | Loeff Berchmakerstraat 17D en 19                                              | 52° 5' 40" NB, 5° 7' 6" OL  | 0344/0749 | Upload foto |
| Rechterhelft van een klein dubbelhuis                                                                                      | 17e eeuw                                                                                               |                                         | Loeff Berchmakerstraat 23                                                     | 52° 5' 41" NB, 5° 7' 6" OL  | 0344/0750 | Upload foto |
| Linkerhelft van een klein dubbelhuis                                                                                       | 17e eeuw                                                                                               |                                         | Loeff Berchmakerstraat 25                                                     | 52° 5' 41" NB, 5° 7' 6" OL  | 0344/0751 | Upload foto |
| Woonhuis bestaande uit voor- en achterhuis                                                                                 | 14e eeuw                                                                                               |                                         | Loeff Berchmakerstraat 42-42bis                                               | 52° 5' 41" NB, 5° 7' 5" OL  | 0344/0752 | Upload foto |
| Woonhuis bestaande uit voor- en achterhuis                                                                                 | 14e eeuw                                                                                               |                                         | Loeff Berchmakerstraat 44                                                     | 52° 5' 41" NB, 5° 7' 5" OL  | 0344/0753 | Upload foto |
| Pand gebouwd in neoclassicistische vormgeving                                                                              | 1860 (circa)                                                                                           |                                         | Oudegracht 4 t/m 4C                                                           | 52° 5' 46" NB, 5° 6' 59" OL | 0344/0754 | Upload foto |
| Winkelwoonhuis in neorenaissance stijl                                                                                     | Laatste kwart van de 19e eeuw                                                                          |                                         | Oudegracht 42 en Oudegracht aan de Werf 42                                    | 52° 5' 43" NB, 5° 7' 1" OL  | 0344/0755 | Upload foto |
| Huis genaamd "De Vergulde Wereld"                                                                                          | Middeleeuws; in de 17e eeuw naar achteren uitgebreid                                                   |                                         | Oudegracht 58-58bis                                                           | 52° 5' 41" NB, 5° 7' 1" OL  | 0344/0756 | Upload foto |
| Winkelwoonpand in Hollandse neorenaissance stijl                                                                           | 1880 (circa)                                                                                           |                                         | Oudegracht 62 t/m 62bis-A en Oudegracht aan de Werf 62/62A                    | 52° 5' 41" NB, 5° 7' 1" OL  | 0344/0756 | Upload foto |
| Winkelwoonhuis gebouwd rond in een romantisch classicistische vormgeving                                                   | 1860 (circa)                                                                                           |                                         | Oudegracht 72 t/m 72b                                                         | 52° 5' 40" NB, 5° 7' 1" OL  | 0344/0758 | Upload foto |
| Woonhuis gebouwd in een rijke Hollandse neorenaissance-stijl                                                               | 1880 (circa)                                                                                           |                                         | Oudegracht 80                                                                 | 52° 5' 39" NB, 5° 7' 1" OL  | 0344/0759 | Upload foto |
| Bedrijfspand in Hollandse neorenaissance stijl                                                                             | 1873 (verbouwd tot bedrijfspand); oudere oorsprong                                                     |                                         | Oudegracht 84, 84D t/m 84G en Oudegracht aan de Werf 84                       | 52° 5' 39" NB, 5° 7' 1" OL  | 0344/0760 | Upload foto |
| Weerdbrug; gietijzeren dubbele basculebrug, en restanten van de Weerdpoort                                                 | 1862; in de jaren '70 ontmandeld en in 1994 gerestaureerd en herplaatst                                |                                         | Oudegracht (ongenummerd); over Stadsbuitengracht                              | 52° 5' 47" NB, 5° 6' 58" OL | 0344/0795 | Upload foto |
| Woonhuis | 1978                                                                                                   | Mart van Schijndel                      | Pauwstraat 26 t/m 26-2                                                        | 52° 5' 41" NB, 5° 7' 5" OL  | 0344/1783 | Upload foto |
| Woonhuis | 1978                                                                                                   | Mart van Schijndel                      | Pauwstraat 28 t/m 28-2                                                        | 52° 5' 41" NB, 5° 7' 5" OL  | 0344/1784 | Upload foto |
| Tweebeukig, dwarsgeplaatst huis; oorspronkelijk kloostergebouw                                                             | Middeleeuwse oorsprong (1553 of eerder); huidige uiterlijk na verbouwing tweede kwart 19e eeuw (opzet) |                                         | Predikherenkerkhof 1 t/m 1B                                                   | 52° 5' 43" NB, 5° 7' 6" OL  | 0344/0764 | Upload foto |
| Pand tot 1583 onderdeel van het in dat jaar ontmantelde Predikherenklooster                                                | 1400 (circa)                                                                                           |                                         | Predikherenkerkhof 6                                                          | 52° 5' 43" NB, 5° 7' 4" OL  | 0344/0765 | Upload foto |
| Pand tot 1583 onderdeel van het in dat jaar ontmantelde Predikherenklooster; gelijktijdig gebouwd met 22                   | 17de eeuw                                                                                              |                                         | Predikherenkerkhof 24                                                         | 52° 5' 45" NB, 5° 7' 4" OL  | 0344/0766 | Upload foto |
| Woonhuis | Middeleeuws (opzet)                                                                                    |                                         | Predikherenstraat 6-6A                                                        | 52° 5' 39" NB, 5° 7' 7" OL  | 0344/0767 | Upload foto |
| Eenvoudig winkelwoonhuis                                                                                                   | 1860 (circa)                                                                                           |                                         | Predikherenstraat 18-18A                                                      | 52° 5' 40" NB, 5° 7' 7" OL  | 0344/0768 | Upload foto |
| Woonhuis | Middeleeuws (mogelijk)                                                                                 |                                         | Predikherenstraat 23-23bis                                                    | 52° 5' 41" NB, 5° 7' 7" OL  | 0344/0769 | Upload foto |
| Klein huis, bestaande uit twee bouwlagen                                                                                   | 17e eeuw                                                                                               |                                         | Predikherenstraat 30                                                          | 52° 5' 41" NB, 5° 7' 6" OL  | 0344/0770 | Upload foto |
| Woonhuis | 17e eeuw                                                                                               |                                         | Predikherenstraat 32                                                          | 52° 5' 41" NB, 5° 7' 6" OL  | 0344/0771 | Upload foto |
| Woonhuis | 17e eeuw                                                                                               |                                         | Ridderschapstraat 1 t/m 1A en 3B                                              | 52° 5' 43" NB, 5° 7' 29" OL | 0344/0772 | Upload foto |
| Werkplaats en magazijn; vanaf 1921 de Utrechtsche Auto Garage                                                              | 1911 (verbouwing en samentrekking van twee panden); iets oudere oorsprong                              |                                         | Ridderschapstraat 2                                                           | 52° 5' 43" NB, 5° 7' 29" OL | 0344/1563 | Upload foto |
| Garagebedrijf | 1916 of 1917                                                                                           | D.J. Heusinkveld (verbouwing in 1919)   | Ridderschapstraat 8 t/m 8bis-A                                                | 52° 5' 44" NB, 5° 7' 29" OL | 0344/0773 | Upload foto |
| Tuinprieel | Eerste kwart van de 20e eeuw                                                                           |                                         | Ridderschapstraat 16; achterzijde                                             | 52° 5' 46" NB, 5° 7' 29" OL | 0344/0774 | Upload foto |
| In één opzet als dubbelpand onder één kap gebouwd huis                                                                     | 1873                                                                                                   |                                         | Smalle Begijnestraat 3/4                                                      | 52° 5' 42" NB, 5° 7' 12" OL | 0344/0775 | Upload foto |
| Dubbelpand; twee woonhuizen; in één opzet gebouwd met Begijnekade 20                                                       | Tweede kwart van de 19de eeuw                                                                          |                                         | Van Asch van Wijckskade 24/24bis en 26                                        | 52° 5' 48" NB, 5° 7' 19" OL | 0344/0776 | Upload foto |
| Woonhuis | |                                         | Van Asch van Wijckskade 33-33A                                                | 52° 5' 48" NB, 5° 7' 23" OL | 0344/1527 | Upload foto |
| Pakhuis | 1860 (circa)                                                                                           |                                         | Van Asch van Wijckskade 35                                                    | 52° 5' 48" NB, 5° 7' 24" OL | 0344/0777 | Upload foto |
| Diep huis van twee bouwlagen met cafépui                                                                                   | 15e-eeuwse oorsprong; 17- en 19e-eeuwse details in gevel                                               |                                         | Voorstraat 4-4bis                                                             | 52° 5' 38" NB, 5° 7' 6" OL  | 0344/0778 | Upload foto |
| Hoekhuis | Eind 18e eeuw                                                                                          |                                         | Voorstraat 12 en Predikherenstraat 1A t/m 1G                                  | 52° 5' 39" NB, 5° 7' 8" OL  | 0344/0779 | Upload foto |
| Woonhuis | 14e-eeuwse oorsprong; verbouwing 16e eeuw, verhoging 17e eeuw                                          |                                         | Voorstraat 18                                                                 | 52° 5' 40" NB, 5° 7' 8" OL  | 0344/0780 | Upload foto |
| Mogelijk de helft van een groot huis                                                                                       | 17e eeuw                                                                                               |                                         | Voorstraat 34-34bis                                                           | 52° 5' 41" NB, 5° 7' 11" OL | 0344/0781 | Upload foto |
| Diep hoekhuis | Middeleeuws, in de 17e en 19e eeuw verbouwd                                                            |                                         | Voorstraat 46, Smalle Begijnestraat 1                                         | 52° 5' 42" NB, 5° 7' 13" OL | 0344/0782 | Upload foto |
| Winkelwoonhuis in neoclassicistische stijl; van oorsprong twee oudere panden                                               | 1860 (circa); samenvoeging en verbouwing                                                               |                                         | Voorstraat 56-58bis                                                           | 52° 5' 43" NB, 5° 7' 14" OL | 0344/0783 | Upload foto |
| Winkelwoonpand in neoclassicistische stijl                                                                                 | 1860 (circa)                                                                                           |                                         | Voorstraat 60 t/m 60B                                                         | 52° 5' 43" NB, 5° 7' 15" OL | 0344/0784 | Upload foto |
| Hoekpand | 19e eeuw (gevel); oudere oorsprong                                                                     |                                         | Voorstraat 64                                                                 | 52° 5' 43" NB, 5° 7' 16" OL | 0344/0785 | Upload foto |
| Eenvoudig klein huis | 19e eeuw; deels mogelijk ouder                                                                         |                                         | Voorstraat 74                                                                 | 52° 5' 43" NB, 5° 7' 17" OL | 0344/0786 | Upload foto |
| Breed huis | Begin 19e eeuw                                                                                         |                                         | Voorstraat 80 t/m 80C                                                         | 52° 5' 43" NB, 5° 7' 19" OL | 0344/0787 | Upload foto |
| Winkelwoonhuis | 1860 (circa)                                                                                           |                                         | Voorstraat 86                                                                 | 52° 5' 43" NB, 5° 7' 20" OL | 0344/0788 | Upload foto |
| Diep pand met zadeldak en winkelpui                                                                                        | 17e eeuw                                                                                               |                                         | Voorstraat 88 t/m 88B                                                         | 52° 5' 43" NB, 5° 7' 21" OL | 0344/0789 | Upload foto |
| Winkelwoonhuis in een proto-Jugendstil met archaïserende motieven                                                          | 17e eeuw; in 19e eeuw verbouwd                                                                         |                                         | Voorstraat 90                                                                 | 52° 5' 43" NB, 5° 7' 21" OL | 0344/0790 | Upload foto |
| Woonwinkelpand met neogotische elementen                                                                                   | 17e eeuw; rond 1860 verbouwd                                                                           |                                         | Voorstraat 92-92bis                                                           | 52° 5' 43" NB, 5° 7' 21" OL | 0344/0791 | Upload foto |
| Winkelwoonhuis gebouwd in Hollandse neorenaissance                                                                         | 1880 (circa)                                                                                           |                                         | Voorstraat 100-100A                                                           | 52° 5' 43" NB, 5° 7' 22" OL | 0344/0792 | Upload foto |
| Split-level woon-winkelpand met neoclassicistische- en neorenaissance elementen                                            | 17e eeuw; rond 1860 verbouwd                                                                           |                                         | Voorstraat 108-110 en Plompetorengracht 2A                                    | 52° 5' 43" NB, 5° 7' 24" OL | 0344/0793 | Upload foto |
| Woonhuis | 1850 (circa)                                                                                           |                                         | Wijde Begijnehof 42; voorheen Wijde Begijnehof 7                              | 52° 5' 45" NB, 5° 7' 20" OL | 0344/0798 | Upload foto |
| Woonhuis | 17e eeuw (waarschijnlijk); in de vroege 19e eeuw ingrijpend verbouwd                                   |                                         | Wijde Begijnehof 29 t/m 33                                                    | 52° 5' 44" NB, 5° 7' 20" OL | 0344/0798 | Upload foto |
| Woonhuis | Eerste helft 19e eeuw                                                                                  |                                         | Wijde Begijnestraat 6-8; voorheen een deel van Wijde Begijnestraat 2          | 52° 5' 43" NB, 5° 7' 18" OL | 0344/0800 | Upload foto |
| Schoolgebouw met twee woningen; HBS voor meisjes met voormalige woning van het schoolhoofd                                 | Middeleeuws                                                                                            | C. Vermeijs (Dienst Gemeentewerken)     | Wittevrouwenkade 2 t/m 5                                                      | 52° 5' 44" NB, 5° 7' 32" OL | 0344/0801 | Upload foto |
| Pand met een achterhuis | 19e eeuw (uiterlijk en samenvoeging); oudere oorsprong                                                 |                                         | Wittevrouwenstraat 18/20                                                      | 52° 5' 43" NB, 5° 7' 28" OL | 0344/0802 | Upload foto |
| Diep huis | 17e eeuw                                                                                               |                                         | Wittevrouwenstraat 22-22bis                                                   | 52° 5' 43" NB, 5° 7' 28" OL | 0344/0803 | Upload foto |
| Diep hoekhuis | 17e eeuw                                                                                               |                                         | Wittevrouwenstraat 24                                                         | 52° 5' 43" NB, 5° 7' 29" OL | 0344/0804 | Upload foto |
| Diep pand met achterhuis                                                                                                   | 17e eeuw; in 18e eeuw verbouwd                                                                         |                                         | Wittevrouwenstraat 42 t/m 42A                                                 | 52° 5' 42" NB, 5° 7' 32" OL | 0344/0805 | Upload foto |
| Een van de drie aangrenzende kameren                                                                                       | 1606-1616; met 19e-eeuwse schijnverdieping                                                             |                                         | Wolvenstraat 1                                                                | 52° 5' 49" NB, 5° 7' 27" OL | 0344/0725 | Upload foto |
| Een van de drie aangrenzende kameren                                                                                       | 1606-1616; met 19e-eeuwse schijnverdieping                                                             |                                         | Wolvenstraat 3                                                                | 52° 5' 49" NB, 5° 7' 27" OL | 0344/0806 | Upload foto |
| Een van de drie aangrenzende kameren                                                                                       | 1606-1616; met 19e-eeuwse schijnverdieping                                                             |                                         | Wolvenstraat 5                                                                | 52° 5' 49" NB, 5° 7' 27" OL | 0344/0807 | Upload foto |
| Tien woningen (sociale woningbouw) rond een hofje                                                                          | 1860 (circa)                                                                                           |                                         | Wolvenstraat 7 t/m 25                                                         | 52° 5' 50" NB, 5° 7' 28" OL | 0344/0807 | Upload foto |